# Jean Louis Joseph Dardel
Jean Louis Joseph Dardel (* 14. Juni 1920 in Toulouse; † 5. August 2005) war Bischof von Clermont. 

## Leben
Jean Louis Joseph Dardel empfing am 29. Juni 1946 die Priesterweihe. Paul VI. ernannte ihn am 18. Januar 1974 zum Bischof von Clermont. Der Erzbischof von Toulouse Louis-Jean Frédéric Kardinal Guyot  weihte ihn am 17. März desselben Jahres zum Bischof; Mitkonsekratoren waren Charles-Marie-Paul Vignancour, Erzbischof von Bourges und Pierre-Abel-Louis Chappot de la Chanonie, Altbischof von Clermont. Am 27. November 1995 nahm Johannes Paul II. seinen altersbedingten Rücktritt an.
Im Alter von 85 Jahren starb er am 5. August 2005.